# Antoine Le Moyne de Châteauguay
Antoine Le Moyne de Châteauguay, seigneur de Châteauguay, né le 17 juillet 1683 à Ville-Marie en Nouvelle-France et mort le 21 mars 1747 à Rochefort en France, est un militaire et administrateur colonial français des XVIIe siècle et XVIIIe siècle. Son nom est parfois orthographié Châteaugué.

## Biographie

### Origines
Antoine Le Moyne de Châteauguay est le dernier fils de Charles Le Moyne et de Catherine Thierry.

### Carrière militaire
Capitaine des troupes de la Marine.
En 1698, alors qu'il n'est âgé que de 15 ans, il accompagne ses frères Pierre Le Moyne d'Iberville et Jean-Baptiste Le Moyne de Bienville dans une expédition destinée à redécouvrir l'embouchure du Mississippi. En 1700, il aide de Bienville à fonder le fort de La Boulaye et, deux ans plus tard, il est nommé commandant du fort et de son entrepôt à Dauphin Island, à l'entrée de la baie de Mobile.
Châteauguay remplit par la suite différente fonctions dans l'administration coloniale pendant quarante ans. Il devient lieutenant du roi à la Martinique en 1727, puis gouverneur de la Guyane française en 1737. Rentré en France, il est nommé gouverneur de l'Île Royale (aujourd'hui île du Cap-Breton) en 1745.
Il meurt le 21 mars 1747 à Rochefort (France), avant d'avoir rejoint son poste.